# Czeska Izba Architektów
Czeska Izba Architektów – Izba Architektów Republiki Czeskej (czes. Česká komora architektů – ČKA, ang. Czech chamber of architects) samorząd zawodowy architektów w Czechach. Działa na podstawie ustawy z dnia 12 maja 1992 r .o samorządach zawodowych architektów, inżynierów budownictwa oraz urbanistów. 

## Cele
Nadrzędnym celem statutowym IARC (ČKA)  jest ochrona ładu przestrzeni publicznej, przez sprawowanie nadzoru nad należytym wykonywaniem zawodu oraz przestrzeganiem zasad etyki zawodowej przez wszystkich swoich członków.
Działania samorządu architektów zmierzają w kierunku zagwarantowania najwyższej jakości usług wykonywanych na rzecz klientów (inwestorów), przy jednoczesnym zachowaniu wartości kulturowych i ładu przestrzennego, jako dobra publicznego.

## Rejestr publiczny
Przynależność do IARC (ČKA) jest warunkiem legalnego wykonywania zawodu architekta, przede wszystkim w zakresie opracowywania dokumentacji projektowej do celów uzyskania pozwolenia na budowę. Zlecając architektowi prace projektowe – jego aktualne członkostwo w Czeskiej Izbie Architektów można zweryfikować na specjalnej stronie internetowej

## Struktura
W strukturze organizacyjnej Czeskiej Izby Architektów działają organy
- Valná hromada (Walne Zgromadzenie)
- Představenstvo (Zarząd, 12 członków)
- Předseda (Przewodniczący – który jest jednocześnie rzecznikiem Izby i reprezentuje ją na zewnątrz)
- Dozorčí rada (Rada Nadzorcza, 9 członków)
- Stavovský soud (Sąd Dyscyplinarny, 9 członków)
- Autorizační rada (Komisja Kwalifikacyjna, 8 członków)

z siedzibą w Pradze oraz biuro filialne v Brnie.
Izba wydaje dwumiesięcznik "Bulletin ČKA".